# Playa Campos
La Playa Campos se encuentra en el municipio de Manzanillo, en Colima, México. Desde aquí es posible recorrer una franja de la costa que va paralela a las aguas de la Laguna de Cuyutlán. Entre este lugar y la Estación Tepalcates hay muchas playas de pendiente regular y de fuerte oleaje. En estos sitios no es recomendable practicar la natación, aunque se pueden desarrollar el deporte del surf. Se puede llegar a esta zona recorriendo la carretera estatal a aproximadamente 6.5 km.